# Decenija
Decenija je jedanaesti studijski album Cece Ražnatović. Izdali su ga Grand Production te City Records 15. listopada 2001. godine.
Ovo je Cecin povratnički album nakon diskografske pauze zbog smrti Željka Ražnatovića, njezinog supruga.
Album je promoviran turnejom koja je započela koncertom na Marakani pred 100 000 ljudi.

## Suradnici
- Producent: Aleksandar Milić
- Koproducent: Đorđe Janković
- Buzuki: Ivan Maksimović
- Klavijature i harmonike: Dragan Kovačević
- Klavijature: Dragan Ivanović
- Bas: Dragan Ivanović
- Akustične gitare: Dragan Ivanović
- Električne gitare: Nenad Gajin, Dragan Ivanović, Ivan Maksimović
- Saksofon, klarinet, fagot: Ivica Mit
- Trube: Dragančo Ristevski
- Bubnjevi:Marko Milivojević
- Prateći vokali: Ivana Ćosić, Aleksandar Milić, Aleksandar Radulović, Dragan Kovačević
- Mix: Đorđe Janković, Dragan Vukićević
- Foto: Dejan Milićević
- Design: Dragan ŠuhART
- Glavni i odgovorni urednik: Aleksandar Popović

## Popis pjesama
Aranžmani: Aleksandar Milić, Đorđe Janković, Dragan Kovačević, Dragan Ivanović, Marko Milivojević
| Br. | Skladba           | Tekstopisac                                               | Skladatelj                    | Trajanje |
| --- | ----------------- | --------------------------------------------------------- | ----------------------------- | -------- |
| 1.  | »Zabranjeni grad« | Aleksandar Milić, Marina Tucaković, Ljiljana Jorgovanović |                               | 4:45     |
| 2.  | »Brže, brže«      | Marina Tucaković, Ljiljana Jorgovanović                   | Aleksandar Milić              | 3:40     |
| 3.  | »39.2«            | Marina Tucaković, Ljiljana Jorgovanović                   | Aleksandar Milić              | 4:53     |
| 4.  | »Dragane moj«     | Marina Tucaković, Ljiljana Jorgovanović, Dobrinko Popić   | Dobrinko Popić                | 3:49     |
| 5.  | »Zadržaću pravo«  | Marina Tucaković, Ljiljana Jorgovanović                   | Akin Ertubey                  | 4:10     |
| 6.  | »Bruka«           | Marina Tucaković, Ljiljana Jorgovanović                   | Aleksandar Milić              | 3:18     |
| 7.  | »Batali«          | Marina Tucaković, Ljiljana Jorgovanović                   | Aleksandar Milić              | 3:53     |
| 8.  | »Decenija«        | Marina Tucaković, Ljiljana Jorgovanović                   | Aleksandar Milić              | 4:35     |
| 9.  | »Tačno je«        | Marina Tucaković, Ljiljana Jorgovanović                   | Evangelos Tassopoulos Phoebus | 4:34     |
| 10. | »Nemoj mi prići«  | Marina Tucaković, Ljiljana Jorgovanović                   | Dobrinko Popić                | 4:54     |

## Obrade
- 5. Candan Ercetin - Elbette
- 9. Despina Vandi - Klinome

## Glazbeni spotovi
- 1. Zabranjeni grad
- 3. 39.2
- 4. Dragane moj
- 6. Bruka